# (36537) 2000 QW89
2000 QW89 (asteroide 36537) é um asteroide da cintura principal. Possui uma excentricidade de 0.30658620 e uma inclinação de 3.50079º.
Este asteroide foi descoberto no dia 25 de agosto de 2000 por LINEAR em Socorro.